# میونا
میونا (به فرانسوی: Meillonnas) یک کمون در فرانسه است که در Canton of Treffort-Cuisiat واقع شده‌است.

## خصوصیات
میونا ۱۷٫۷۴ کیلومترمربع مساحت و ۱٬۲۹۸ نفر جمعیت دارد و ۲۷۹ متر بالاتر از سطح دریا واقع شده‌است.